# هنري إي. بليس
هنري إي. بليس (بالإنجليزية: Henry Evelyn Bliss)‏ هو أمين مكتبة أمريكي، ولد في 29 يناير 1870 في نيويورك في الولايات المتحدة، وتوفي في 9 أغسطس 1955 في بوخارست في رومانيا.

## وصلات خارجية
- هنري إي. بليس على موقع الموسوعة البريطانية (الإنجليزية)
- هنري إي. بليس على موقع إن إن دي بي (الإنجليزية)